# Logiciel d'occasion
On appelle logiciel d’occasion un logiciel qui a déjà été utilisé et qui est revendu après sa première utilisation. Dans ce contexte, c’est plus le droit d’exploitation d’un programme que le logiciel en lui-même qui importe.
Si la faillite demeure une des raisons de cession des licences, tout comme les restructurations et les réductions d’effectifs, il peut s’agir également de changements de systèmes, du déploiement d’un nouveau logiciel, etc. L’objectif de l’entreprise concédante peut également être de vendre les excédents de licences en volume.
Outre les ventes directes, entre entreprises, il existe également des distributeurs spécialisés qui proposent ces logiciels à la revente. Les entreprises sont intéressées par les logiciels d’occasion aussi bien pour des raisons financières (ils sont généralement meilleur marché que les « neufs ») ou parce que les éditeurs ne proposent plus les versions certes toujours utilisées, mais dépassées. Le commerce des logiciels d’occasion a également lieu entre des personnes privées. Bien que juridiquement infondé, la revente des logiciels est souvent interdite dans les contrats de logiciels, aussi bien vis-à-vis des particuliers que les sociétés.

## Situation juridique
La Cour de justice de l’Union européenne (CJUE) a déclaré le 3 juillet 2012 le commerce des programmes d’ordinateur d’occasion par principe conforme à la loi. La CJUE a tranché : la revente de logiciels d’occasion est également autorisée lorsqu’il s’agit de logiciels téléchargés en ligne.  
Il est dit dans les considérants du jugement que le principe d’épuisement s’applique à la première vente d’un logiciel. La CJUE a même décidé que le second acquéreur est autorisé à télécharger une nouvelle fois le logiciel auprès du fabricant dans le cas de licences dématérialisées. « Par ailleurs, l’épuisement du droit de distribution s’étend à la copie du programme d’ordinateur vendue telle que corrigée et mise à jour par le titulaire du droit d’auteur. »
La CJUE établit en outre : si le titulaire du droit d’auteur conclut avec un client « […] contre paiement d’un prix, un contrat de licence accordant au client le droit d’utiliser cette copie pour une durée illimitée, ce titulaire vend cette copie au client et épuise ainsi son droit exclusif de distribution. » Une telle transaction implique en effet le transfert du droit de propriété. « Dès lors, même si le contrat de licence interdit une cession ultérieure, le titulaire du droit ne peut plus s’opposer à la revente de cette copie »
La cour de justice estime également « […] que limiter l’application du principe d’épuisement du droit de distribution aux seules copies du programme d’ordinateur vendues sur un support matériel permettrait au titulaire du droit d’auteur de contrôler la revente des copies qui ont été téléchargées via Internet et d’exiger, à l’occasion de chaque revente, une nouvelle rémunération alors que la première vente de la copie concernée aurait déjà permis au dit titulaire d’obtenir une rémunération appropriée. Une telle restriction à la revente des copies de programmes d’ordinateur téléchargées au moyen d’Internet irait au-delà de ce qui est nécessaire pour préserver l’objet spécifique de la propriété intellectuelle en cause. »
La CJUE émit toutefois la restriction que les licences client-serveur (dans ce cas, il s’agit de programmes informatiques installés sur un serveur et accessibles par un nombre déterminé d’utilisateurs) ne peuvent pas être divisées. Les considérations de la CJUE concernant l’interdiction de division ne font toutefois pas référence aux licences en volume, pour lesquelles plusieurs programmes individuels sont vendus dans un pack et qui peuvent également être sauvegardées et utilisées individuellement sur les différents ordinateurs de l’entreprise.

## Le principe de l’épuisement des droits
Le principe de l’épuisement du droit s’applique sur l’ensemble du territoire de l’Union européenne et existe également sous une forme similaire en Suisse. Toutefois, le droit de location n’est pas pour autant épuisé.
La Directive sur la protection juridique des programmes d’ordinateur valable dans toute l’Union européenne prescrit avec force obligatoire l’application du principe de l’épuisement des droits pour les logiciels. En clair, dès que le titulaire du droit d’auteur a vendu une copie de programme pour la première fois, son droit de diffusion consécutive de cette copie est ainsi épuisé. Comme il a déjà obtenu une rémunération pour sa prestation de création, il n’est donc pas en droit d’en contrôler la distribution ultérieure et d’en interdire la vente consécutive. Cette règle s’applique aux logiciels cédés en ligne ainsi qu’aux logiciels vendus sur un support de données. Ainsi en décida la Cour de justice européenne dans son jugement du 3 juillet 2012.